# Kurt Heller (Politiker)

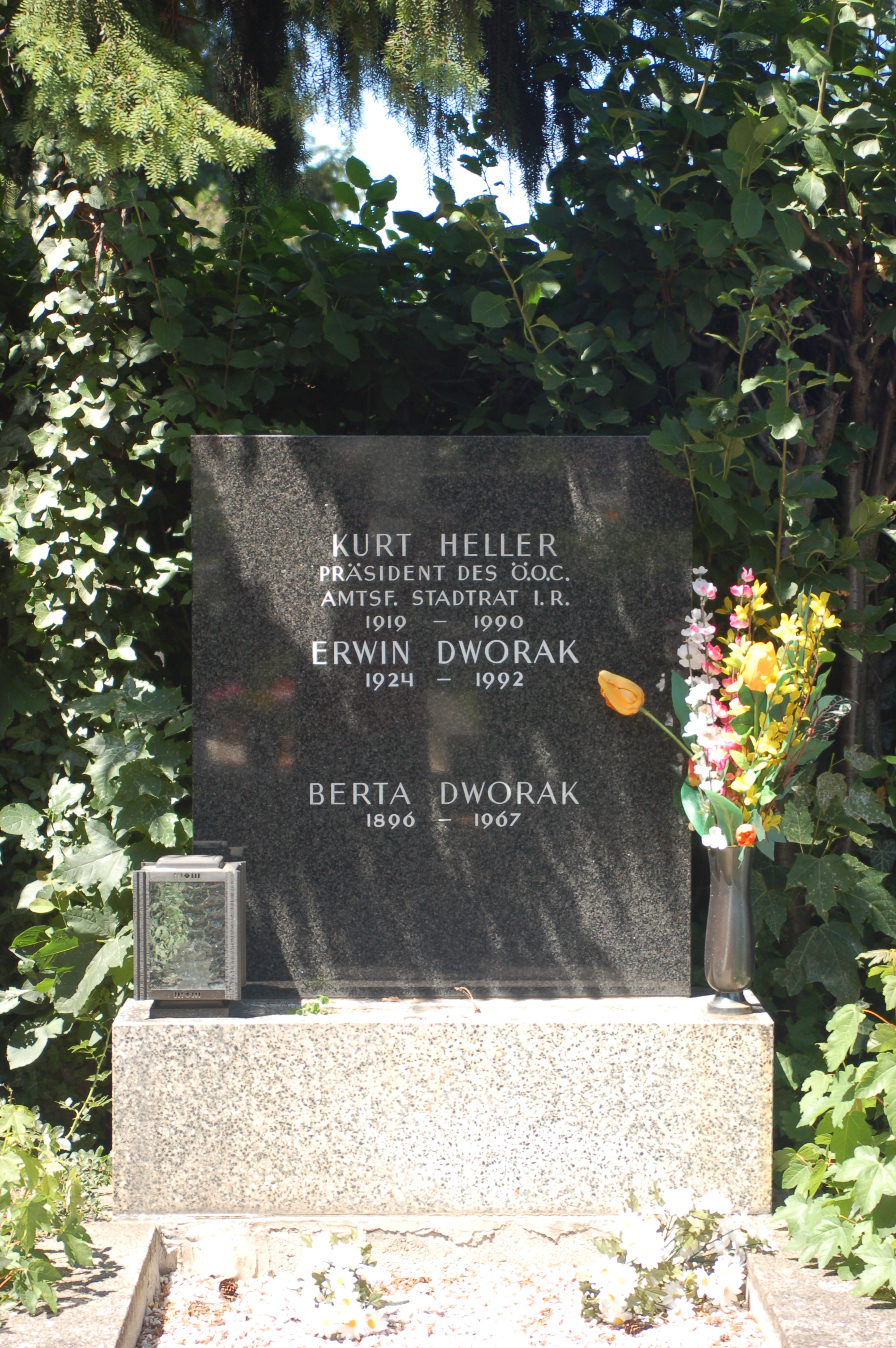
Grabmal von Kurt Heller auf dem Ottakringer Friedhof

Kurt Heller (* 14. Jänner 1919 in Wien; † 20. August 1990 in Hohenruppersdorf) war ein österreichischer Politiker (SPÖ). Heller war von 1958 bis 1979 Amtsführender Stadtrat in Wien und im Anschluss bis 1987 Mitglied des Bundesrates.

## Ausbildung und Beruf
Heller besuchte nach der Volks- und Hauptschule ein Realgymnasium und erlernte danach dem Beruf des Elektrotechnikers. Heller arbeitete im Anschluss bis Oktober 1945 als technischer Angestellter im Konstruktionsbüro eines großen Wiener Industriebetriebes, wobei er zwischen 1939 und 1944 in die deutsche Wehrmacht eingezogen worden war. Im Oktober 1945 trat Heller in den Dienst der Stadt Wien und arbeitete bis 1951 in leitender Stelle im Wohnungswesen. Danach holte ihn Leopold Thaller in sein Amt des Amtsführenden Stadtrats für das Bauwesen, wo Heller als Sekretär tätig war. Thaller betraute Heller dabei mit dem Bereich des Wiener Stadtbauamts. Zudem war Heller ständiger Mitarbeiter der Österreichischen Gemeinde-Zeitung, Vorstandsmitglied des Institut für Raumplanung, Geschäftsführer der Gemeinnützigen Bau-, Wohnungs- und Siedlungsgesellschaft für Gemeindebedienstete und Obmann der Gemeinnützigen Baugenossenschaft „Volksbau“. Des Weiteren nahm er in zahlreichen Publikationen zum sozialen Städte- und Wohnungsbau Stellung.
Heller wechselte am 20. Juni 1956 als Sekretär zum Österreichischen Städtebund und wurde am 30. November 1957 zum Generalsekretär befördert. Er hatte diese Funktion bis 1962 inne.

## Politik
Heller war Bezirksparteivorsitzenden-Stellvertreter der SPÖ Leopoldstadt und war zwischen dem 11. Dezember 1959 und dem 13. November 1978 Abgeordneter zum Wiener Landtag und Mitglied des Wiener Gemeinderats. Nach dem Rücktritt von Leopold Thaller aus Landesregierung und Stadtsenat Jonas II als Amtsführender Stadtrat übernahm Heller am 19. September 1958 dessen Ressort für Bauangelegenheiten. Er gehörte in der Folge den Stadtsenaten und Landesregierungen Jonas III, Jonas IV, Marek I als Stadtrat für Bauangelegenheiten an. In den Stadtsenaten Marek II, Slavik und Gratz I führte Heller das Ressort für Tiefbau, im Stadtsenat Gratz II übernahm er das Amt des Amtsführenden Stadtrats für Personal und allgemeine Verwaltung, bevor er am 28. September 1976 das neugeschaffene Ressort Personal und Sport übernahm. Mit dem Ende der Regierungsperiode am 13. November 1978 schied Heller aus dem Amt als Amtsführender Stadtrat. Er wechselte am 14. Februar 1979 in den Bundesrat, dem er bis zum 28. Jänner 1987 angehörte.
Zusätzlich war Heller von 1966 bis 1989 Präsident der Arbeitsgemeinschaft für Sport und Körperkultur in Österreich (ASKÖ), hatte von 1973 bis 1990 die Funktion des Präsidenten des Österreichischen Olympischen Comités (ÖOC) inne und war von 1987 bis 1989 Präsident der Vereinigung der Europäischen Nationalen Olympischen Comités sowie Vizepräsident der Weltorganisation.
Heller wurde auf dem Ottakringer Friedhof (Gruppe 5, Reihe M, Nr. 22) bestattet. Die Wohnanlage in Wien 2., Engerthstraße 249–253, wurde Kurt-Heller-Hof benannt.

## Auszeichnungen
- 1965: Großes Goldenes Ehrenzeichen für Verdienste um die Republik Österreich[1]
- 1970: Großes Goldenes Ehrenzeichen für Verdienste um das Land Wien
- 1977: Komturkreuz mit Stern des päpstlichen Ordens des heiligen Gregor